# گریگور باقرامیان
گریگور آلکساندری باقرامیان (ارمنی: Գրիգոր Ալեքսանդրի Բաղրամյան؛  زادهٔ ۲۹ ژوئن ۱۹۱۵ - درگذشته پس از ۱۹۸۵) مهندس اهل ارمنستان بود.

## زندگی‌نامه
وی در ۱۲ ژوئیه [سبک قدیمی: ۲۹ ژوئن] ۱۹۱۵ در شوشی به دنیا آمد و از دانشگاه پلی‌تکنیک ارمنستان (۱۹۳۹) فارغ‌التحصیل گشت. همچنین برندهٔ جوایزی همچون نشان پرچم سرخ کار، نشان شایستگی نبرد، نشان لنین، نشان جنگ میهنی (درجه یک و درجه دو)، مدال دفاع از مسکو، نشان ستاره سرخ و نشان انقلاب اکتبر شده است. وی پس از ۱۹۸۵ میلادی در ایروان درگذشت.

## یادداشت
1. ↑  տեխնիկական գիտությունների դոկտոր